# Hanenkam (zwam)
De hanenkam of cantharel (Cantharellus cibarius) is een paddenstoel uit de familie Cantharellaceae. De soort wordt ook 'dooierzwam' of 'girolle' genoemd. Het is een eetbare paddenstoel met een licht peperachtige smaak.

## Uiterlijk
De 3-10 cm brede hoed van de hanenkam is in de jeugd convex, later trechtervormig met een wat ingerolde rand. De kleur van de hoed varieert van wittig tot dooiergeel en zelfs oranje. De dooiergele lijsten aan de onderkant van de hoed zijn onregelmatig gevorkt en lopen ver op de steel af. De 3-8 cm lange steel heeft de kleur van de hoed en wordt naar beneden smaller. Het witte vlees heeft de geur van abrikozen.

## Verspreiding
De hanenkam komt tegenwoordig veel minder voor dan in het verleden, wellicht door overmatig verzamelen. Op zure zandgrond is hij vrij algemeen in naald- en loofbossen bij den, eik, beuk en berk van juni tot oktober. De soort komt voor in Azië, Noord-Amerika, Europa en Australië.
In Nederland komt de hanekam algemeen voor. Hij staat op de Rode Lijst in de categorie 'Gevoelig'.

## Gebruik
De hanenkam is een geliefde paddenstoel door zijn pepersmaak, zijn lange houdbaarheid en goede herkenbaarheid. Verwisseling kan plaatsvinden met de valse hanenkam (Hygrophoropsis aurantiaca), die onsmakelijk, maar niet giftig is. In het zuiden van Europa groeit de sterk gelijkende lantaarnzwam (Omphalotus illudens) - zo genoemd omdat hij bioluminiscentie vertoont - die wel vergiftiging kan veroorzaken. In tegenstelling tot de meeste andere eetbare paddenstoelen kan de hanenkam niet gedroogd bewaard worden. Ingevroren kan hij enige maanden bewaard worden, als hij vers geplukt en gereinigd is.